# Folkert van der Woude
Folkert van der Woude (Snakkerburen, 21 oktober 1933 – 9 september 2012) was een Nederlands natuurkundige. Hij was als hoogleraar experimentele natuurkunde van de vaste stof verbonden aan de Rijksuniversiteit Groningen.

## Biografie
Van der Woude studeerde scheikunde aan de Rijksuniversiteit Groningen. Na het voltooien van zijn studie stortte hij zich op een promotietraject waarna hij in 1966 promoveerde op het proefschrift Mössbauer spectra and magnetic properties of iron compounds. In 1970 werd hij aangesteld als lector experimentele natuurkunde van de vaste stof aan de Rijksuniversiteit Groningen. Hij vervulde deze functie tot en met 1979 waarna hij in 1980 benoemd werd tot hoogleraar experimentele natuurkunde van de vaste stof. Tijdens zijn hoogleraarschap is hij enkele jaren decaan geweest van de faculteit wiskunde en natuurwetenschappen.
In 1994 werd hij benoemd tot rector magnificus, een functie die hij tot en met 1998 vervulde. Hij werd hierin opgevolgd door Doeko Bosscher. Na het beëindigen van zijn rectoraat ging hij tevens met emeritaat. Op 9 september 2012 kwam hij te overlijden.

## Publicaties (selectie)
- F. van der Woude (1998). Niet voor de universiteit, maar voor het leven (Afscheidsrede)
- F. van der Woude (1996). Wie stuurt het universitaire onderzoek en waarheen?.
- F. van der Woude (1995). Een gereedschapskist voor het leven
- F. van der Woude (1966). Mössbauer spectra and magnetic properties of iron compounds, Rijksuniversiteit Groningen (Proefschrift)